# شبة منفصل
شبه منفصل هي مسرحية كتبها ديفيد تيرنر. عرض لأول مرة على مسرح بلغراد، كوفنتري في يونيو 1962 مع ليونارد روسيتر في الدور الأساسي، أخرج الإنتاج من قبل ترني ريتشاردسون. وفي عام 1964 سجلت هيئة الإذاعة البريطانية بي بي سي تكيفاً إذاعياً من بطولة روسيتر. أُعيد بثها عام 2016 في سلسلة مرجع في بريطانيا. انتقل إنتاج مسرح بلغراد إلى لندن ولا يزال من إخراج ريتشاردسون. ولكن مع لورنس اوليفيه (حلّ محل روسيتر)، إيلين اتكينز، جون تاو، جيمس بولام (محل إيان ماكلين) ومنى واشبورن، وصلت المسرحية برودواي في نيويورك لموسم واحد عام 1963، ونسخة فيلم على طول الطريق 1970 من إخراج جيمس ماك تاغارت بطولة وارن ميتشل. أحييت المسرحية في مهرجان تشيتشيستر عام 1999.

## القصة
يعيش فريد ميدواي في ميدلاند، وهو يشق طريقه نحو السلم الاجتماعي. تشغل رغبته أن يقبل في الوسط الاجتماعي التي يطمح اليها الكثير من طاقته، في البداية، وضع فريد خطط لتعزيز مكانته في المجتمع بنتائج عكسية، قبل مجيئه في النهاية

## فريق التمثيل الأصلي
- أرنولد ماكبيس - بريندان باري
- أفريل هادفيلد - بريدجيت تورنر
- ايلين ميدواي - فيونا دنكان
- فريد ميدواي - ليونارد روسيتر
- غارنيت هادفيلد - شيلا كيث
- هيلدا ميدواي - جيليان رين
- نايجل هادفيلد - مايكل روثويل
- روبرت فريمان - وليام هولمز
- توم ميدواي - إيان ماكيلين